# Россия на «Евровидении-2009»
Россия на Евровидении-2009 была представлена певицей Анастасией Приходько с песней «Мамо». Анастасия была выбрана на российском национальном финале отборочного конкурса, получив 25 % голосов телезрителей; также 6 голосами жюри из 11 она была утверждена представителем России на конкурсе песни «Евровидение 2009». На правах представительницы страны хозяйки конкурса Анастасия Приходько выступила сразу в финале (под 10-м порядковым номером), где набрала 91 балл и заняла 11 место.
Комментаторами телетрансляции конкурса на Первом канале были телеведущая Яна Чурикова (полуфиналы, финал), радиоведущий Алексей Мануйлов (полуфиналы) и Филипп Киркоров (финал). Голоса объявляла Ингеборга Дапкунайте.

## Исполнитель
Анастасия Приходько — украинская и российская эстрадная фолк певица. Родилась 21 апреля 1987 года в Киеве. Закончила киевское училище имени Глиэра по классу «народный вокал» и Киевский национальный университет культуры и искусств. Известность приобрела после победы на шоу Первого канала «Фабрика Звёзд 7», после чего подписала контракт с продюсером Константином Меладзе.
Исполняет народные и авторские песни на украинском и русском языках.

## Песня
«Мамо» — песня, которую исполнила на конкурсе песни «Евровидение 2009» представительница России Анастасия Приходько. Она была выбрана 7 марта из 16 композиций российского национального отбора. Презентация украинской версии песни прошла 28 февраля 2009 года, а русско-украинской — 12 марта.
Помимо двух языковых версий существует две временны́е: первая длится 3 мин. 10 с., а вторая — 2 мин. 49 с. На конкурсе был исполнен второй вариант.

## Национальный отбор
Изначально планировалось, что национальный отбор пройдёт в три стадии: сначала выбор песни, затем трёх исполнителей, потом лучшей комбинации. Но 3 февраля 2009 года было объявлено об изменении схемы — теперь отбор будет проходить в рамках одного концерта, где претенденты уже будут исполнять потенциальные песни для «Евровидения». Юрий Аксюта так прокомментировал это заявление:

Мы доверили профессиональной комиссии отбор участников финала. И основная конкурентная борьба развернётся за кадром. 

Мы поняли, что не следует выносить на суд зрителя половинчатую работу, нужно сделать финал, в котором будут достойнейшие.

В профессиональное жюри российского отбора на конкурс вошли Юрий Аксюта, Ким Брейтбург, Александр Дулов, Игорь Крутой, Александр Лунев, Игорь Матвиенко, Владимир Матецкий, Константин Меладзе, Рубен Оганесов, Лариса Синельщикова, Максим Фадеев, а также ответственный секретарь Организационного комитета по проведению конкурса «Евровидение-2009» Александр Баранников и председатель Совета по гуманитарному сотрудничеству стран СНГ Джахан Поллыева.
6 марта один из членов профессионального жюри Константин Меладзе вышел из состава жюри по этическим причинам: он является продюсером новой участницы российского отбора Анастасии Приходько и автором песни «Мама», с которой она участвует в финале. Меладзе считает, что «так будет честно и объективно».
Финал отборочного конкурса прошёл 7 марта 2009 года. Ведущими стали Яна Чурикова, Андрей Малахов и Дмитрий Шепелев. Чурикова и Малахов вели само шоу, а Шепелев репортаж из-за кулис.

### Претенденты
24 ноября 2008 года «Первый канал» начал приём заявок от претендентов на участие в отборочном туре конкурса «Евровидение 2009».
26 февраля 2009 года был объявлен список из 15 претендентов, выбранных для участия в российском финале, победитель которого получит право представлять Россию на конкурсе. 2 марта Алексей Воробьёв снял свою кандидатуру, объяснив это занятостью в другом проекте, сроки которого совпадают с датой проведения национального финала. Но 5 марта он прислал на адрес Первого канала письмо, в котором просил восстановить его в списке участников. Прошение было удовлетворено.
5 марта в список участников была включена Анастасия Приходько. Один из членов жюри российского отборочного конкурса предложил её кандидатуру, после того, как она прекратила своё участие в украинском отборочном конкурсе — была дисквалифицирована за множественные нарушения правил — в знак протеста.
Во время совещания жюри Анастасии Приходько была вручена специальная премия Муз-ТВ в номинации «Признание».

### Голосование
Выбор участника от России происходил в два этапа. Народное голосование с помощью sms-сообщений и звонков определило тройку лидеров: Анастасия Приходько, Валерия и квартет «Кватро». Из трёх претендентов профессиональное жюри в прямом эфире выбрало российского участника на «Евровидения 2009». После того, как жюри вернулось с совещания, в руки ведущих был передан конверт с именем победителя. Набрав 6 голосов из 11, победила Анастасия Приходько.
| №  | Исполнитель         | Песня                   | Зрители |
| -- | ------------------- | ----------------------- | ------- |
| 1  | Анна Семенович      | «Love ловила»           | 8 %     |
| 2  | Томас Н’эвергрин    | One more try            | 2 %     |
| 3  | Алекса              | «Не думать о тебе»      | 7 %     |
| 4  | Plazma              | Never ending story      | 3 %     |
| 5  | Анастасия Приходько | «Мамо»                  | 25 %    |
| 6  | Валерия             | Back to love            | 14 %    |
| 7  | Nano                | Traitor                 | 2 %     |
| 8  | Тим Рокс            | The happiest man        | 1 %     |
| 9  | Принцесса Авеню     | Never, never…           | 2 %     |
| 10 | Николай Фокеев      | You can’t stop the time | 1 %     |
| 11 | Venger Collective   | 9 O’Clock               | 3 %     |
| 12 | Полина Гриффис      | Cry for you             | 5 %     |
| 13 | Алексей Воробьёв    | «Ангелом быть»          | 10 %    |
| 14 | Unisex              | Ay-ay                   | 2 %     |
| 15 | Arishata            | Breakdown               | 3 %     |
| 16 | Кватро              | «Любовью отвечай»       | 12 %    |

15 мая на пленарном заседании Госдумы депутат Антон Беляков поднял вопрос о целесообразности проведения проверки обстоятельств победы украинской исполнительницы Анастасии Приходько во внутрироссийском отборе для участия в конкурсе песни «Евровидение».

### Нарушения правил
Массовое нарушение правил было отмечено во время проведения национального отбора российского участника. В тот же день, после объявления списка претендентов на право представлять Россию в конкурсе песни «Евровидение», было отмечено, что песни 9 o’clock Moscow night (Venger Collective), The happiest man (Тим Рокс), Love is Independent (Полина Гриффис), «Я тебя люблю» («Кватро») нарушают «правило 1 октября», согласно которому конкурсная песня не должна исполняться публично до 1 октября предыдущего года, а также частично Back to Love (Валерия) — в припеве использован фрагмент из фортепианного концерта Чайковского № 1.
Тим Рокс заявил, что публикация его песни в сети это не что иное, как «хакерские умелые руки». Песня Полины Гриффис Love is Independent была дисквалифицирована, поэтому за короткие сроки была представлена новая композиция Cry For You. Группа «Кватро» заявила о замене песни «Я тебя люблю» на «Любовь», но несмотря на это, во время генеральной репетиции, которая прошла 6 марта, «Кватро» всё же исполнили первоначальную композицию. В финале отборочного конкурса «Кватро» исполнили песню «Любовью отвечай». Продюсер певицы Валерии Иосиф Пригожин подтвердил факт, что в песне Back to Love присутствует фрагмент из сочинения Чайковского:

Да, в песне Валерии использован фрагмент из Чайковского. Но это инструментальная музыка, которая прежде не была опубликована в виде песни. Такое использование допустимо. Прежде чем подать эту песню на «Евровидение», мы все эти детали уточнили. И никакого воровства здесь нет. Чайковский использован нами абсолютно легально.

Также, на момент оглашения списка участников национального финала, 11 композиций из 15 нарушали «правило 3-х минут». Менее 3-х минут звучали только песни Breakdown (Arishata) и One more try (Томас N’evergreen).

## Подготовка к конкурсу

### Промотур
Промотур Анастасии Приходько, приуроченный к участию в конкурсе, изначально планировалось совместить с гастролями певца Валерия Меладзе — предполагалось, что она будет выступать на его концертах. Но позже было принято отказаться от промотура. Анастасия Приходько выступила только на трёх концертах Меладзе: в Киеве и Харькове. К тому же она исполнила песню «Мамо» на гала-концерте армянской премии «Ташир-2009» в качестве гостьи.
| дата       | город   | примечания                                                                                           |
| ---------- | ------- | --- |
| 27.03.2009 | Киев    | в качестве гостя на концертах Валерия Меладзе                                                        |
| 28.03.2009 | Киев    | в качестве гостя на концертах Валерия Меладзе                                                        |
| 29.03.2009 | Харьков | в качестве гостя на концертах Валерия Меладзе                                                        |
| 04.04.2009 | Москва  | выступление на гала-концерте по случаю вручения премии в области армянского шоу-бизнеса «Ташир 2009» |

### Домашняя подготовка
12 марта 2009 года на «Русском радио» состоялась премьера окончательного варианта песни «Мамо», в котором она будет исполнена в финале конкурса. Как и утверждал ранее Константин Меладзе, песня сохранилась в русско-украинском варианте: все куплеты и один припев исполняются по-русски, остальные припевы по-украински. Длительность песни была сокращена до 2 мин. 49 с.
Режиссёром-постановщиком для видеоклипа на композицию «Мамо» стал Алан Бадоев. Съёмки прошли в Киеве. Изначально премьера видео была намечена на 10 апреля 2009 года, но затем перенесена на неделю позже. 19 апреля 2009 года видеоклип на песню «Мамо» был презентован на Украине на украинском музыкальном канале M1 в программе «Министерство премьер», а 21 апреля в России на музыкальном канале «Муз-ТВ», который является медиапартнёром «Первого». Случай презентации клипа на конкурсную песню в другой стране раньше домашней премьеры является уникальным в истории «Евровидения».
В связи с тем, что Россия не успела подать в оргкомитет конкурса готовый видеоклип, в качестве превью использовалось видео с национального отбора.
28 апреля начала работу новая версия официального сайта певицы, спроектированная специально для конкурсного промоушена. Так же Приходько записала промоджинглы для радио, представляющие её песню на 27 европейских языках.

### Евронеделя
Первую индивидуальную репетицию конкурсного номера Анастасия Приходько провела 9 мая, после чего прошла первая пресс-конференция. Во время репетиции, которая длилась 40 минут, певица четыре раза исполнила свою песню «Мамо».

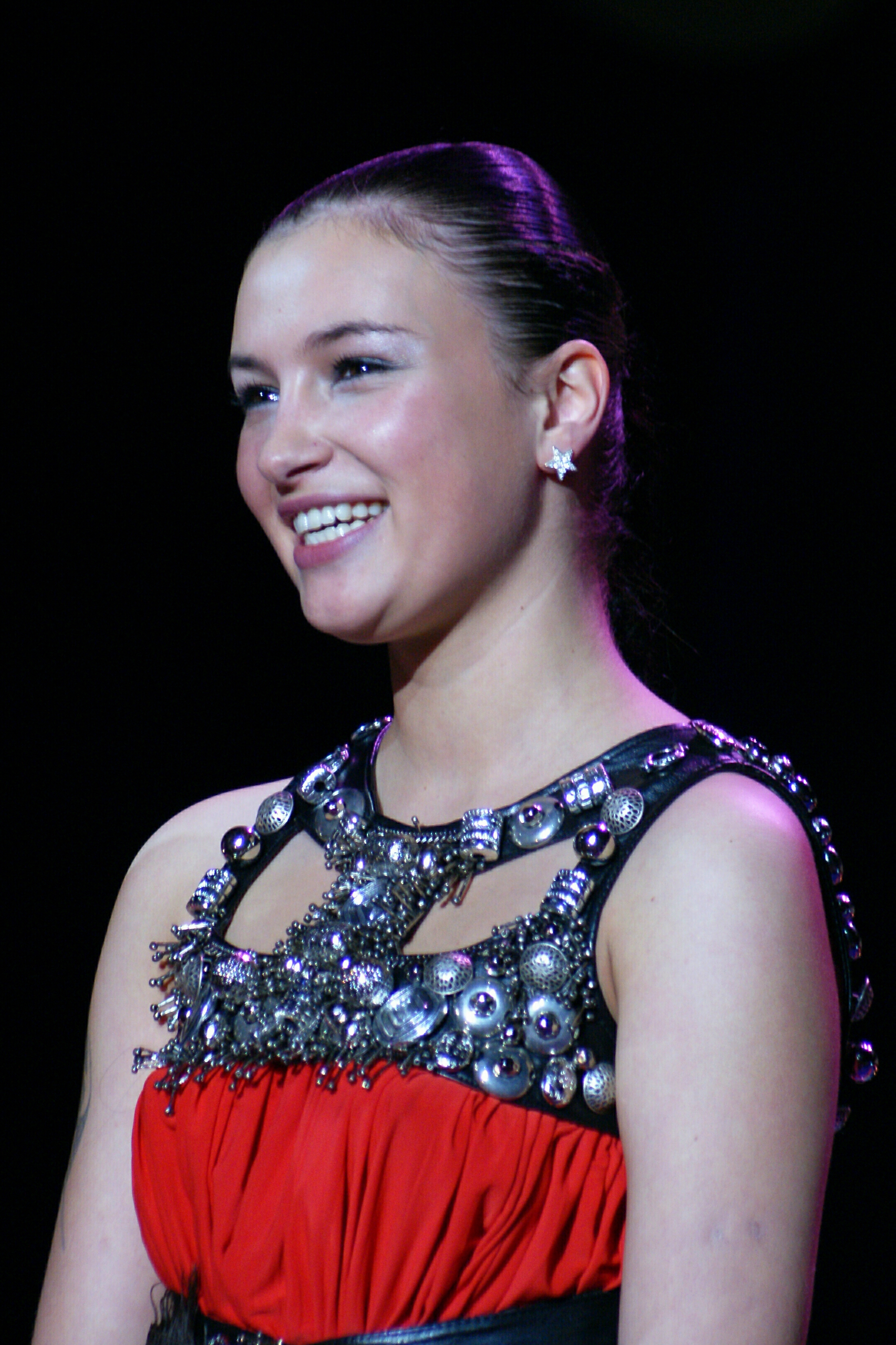
Анастасия Приходько на русской вечеринке в Евродоме

Вторая индивидуальная репетиция прошла 10 мая. В этот раз исполнительница репетировала уже в платье, в котором будет выступать в финале, а также был впервые продемонстрирован фильм, который будет сопровождать выступление певицы. Последующая пресс-конференция началась с повторной демонстрации фильма. Российская делегация обещала сделать ряд изменений в номере.
В тот же день, 10 мая, Анастасия Приходько исполнила песню «Мамо» на концерте, посвящённом, открытию конкурса «Евровидение 2009», который прошёл в Манеже.
С 9 по 11 мая впервые в истории конкурса песни «Евровидение — 2009» пресс-центр в Москве предложил журналистам выбрать лучшие сайты и блоги участников «Евровидения». Сайт российской участницы Анастасии Приходько победил в номинации «Лучший дизайн сайта».
13 мая в Евродоме состоялась русская вечеринка. Ведущими вечера были Дмитрий Шепелев и Марк Тишман. Вечеринку посетили представители российского шоу-бизнеса, а также некоторые участники конкурса.

## Финал

### Выступление
Конкурсный номер Анастасии Приходько выглядел следующим образом. Исполнительница в белом платье стояла на сцене и пела песню, а позади неё на экранах транслировалось видео, где было заснято её лицо, которое постепенно старилось и синхронно пело вместе с ней. Помимо самой певицы на сцене также присутствовало пять бэк-вокалисток, одетых в костюмы с национальными элементами.
Над бэкграундом работали:
- руководитель: Джаник Файзиев
- режиссёр: Стас Довжик
- грим: Пётр Горшенин, FX Design Group
- оператор: Максим Осадчий

### Голосование

#### Жюри
Членами российского профессионального жюри были:
- Игорь Матвиенко
- Мария Кац
- Тамара Гвердцители
- Александр Лунев
- Елена Кипер

Изначально председателем жюри был назначен Филипп Киркоров, но вскоре он отказался от этой должности и его заменил Игорь Матвиенко.
Свой отказ Филипп Киркоров объяснил тем, что так как он принимает очень активное участие в жизни самого конкурса и общается с некоторыми участниками, то могут возникнуть подозрения в необъективности его судейства.

#### Полуфинал
Как страна являющаяся победительницей прошлого года, Россия автоматически попала в финал. Изначально, согласно жеребьёвке, она должна была голосовать во втором полуфинале вместе с Францией, но потом ещё присоединилась Испания.
| Голосование России в полуфинале | Голосование России в полуфинале |
| ------------------------------- | ------------------------------- |
| Оценка                          | Страна                          |
| 12                              | Азербайджан (2 место)           |
| 10                              | Норвегия (1 место)              |
| 8                               | Молдова (5 место)               |
| 7                               | Украина (6 место)               |
| 6                               | Эстония (3 место)               |
| 5                               | Литва (9 место)                 |
| 4                               | Греция (4 место)                |
| 3                               | Хорватия (13 место)             |
| 2                               | Албания (7 место)               |
| 1                               | Словакия (18 место)             |

#### Финал
В финале конкурса Россия объявляла результаты голосования под 11 номером, после Израиля. В роли «глашатая» от России выступила актриса Ингеборга Дапкунайте.
| Голоса за исполнителя России в финале | Голоса за исполнителя России в финале |
| ------------------------------------- | ------------------------------------- |
| Оценка                                | Страна                                |
| 12                                    | Армения                               |
| 10                                    | Эстония                               |
| 8                                     | Украина, Белоруссия, Чехия            |
| 7                                     | Израиль, Литва                        |
| 6                                     | Азербайджан, Латвия, Молдавия         |
| 5                                     | Германия                              |
| 4                                     | Турция                                |
| 3                                     | Польша                                |
| 2                                     | —                                     |
| 1                                     | Кипр                                  |

| Голоса России в финале | Голоса России в финале   |
| ---------------------- | ------------------------ |
| Оценка                 | Страна                   |
| 12                     | Норвегия (1 место)       |
| 10                     | Франция (8 место)        |
| 8                      | Эстония (6 место)        |
| 7                      | Азербайджан (3 место)    |
| 6                      | Великобритания (5 место) |
| 5                      | Армения (10 место)       |
| 4                      | Греция (7 место)         |
| 3                      | Исландия (2 место)       |
| 2                      | Украина (12 место)       |
| 1                      | Молдавия (14 место)      |

18 мая вице-президент Первого национального канала Украины Роман Недзельский объявил о фальсификации результатов голосования Украины по отношению к России. Он сказал, что на самом деле украинское профессиональное жюри не поставило российской участнице Анастасии Приходько ни одного балла, следовательно она не могла получить 8 баллов, объявленных в прямом эфире:

За 2 минуты до эфира нам сказали, что мы должны озвучить эту цифру — 8 — как голоса от Украины! Мы были, честно говоря, в шоке и не хотели этого делать. Идёт обыкновенная манипуляция. Понятно, что Норвегия объективно победила, и тут нет вопросов. Но откуда у Приходько от Украины взялось 8 баллов?!

19 мая «Европейский вещательный союз» отверг эти обвинения и объяснил, что подсчёт голосов проводился согласно правилам. Исполнительный контролёр конкурса «Евровидение» Сванте Стокселиус так прокомментировал данный отказ:

Результаты голосования, озвученные в финале конкурса, были абсолютно корректны, и голосование проводилось в полном соответствии с правилами конкурса. Поднятая же тема с результатами голосования по Украине стала результатом недопонимания по поводу того, как именно сводились воедино результаты голосования жюри и зрительского голосования.

Так же в этом заявлении приводилась расшифровка голосования Украины. В частности, зрители поставили Анастасии Приходько 12 баллов, а жюри — 0. Тем не менее, в сумме это дало Анастасии Приходько третий результат голосования на Украине, что давало в общий итоговый зачёт певицы 8 баллов.

## Критика
Выбор Анастасии Приходько в качестве представительницы России на «Евровидении» обернулся скандалом. Муж и продюсер певицы Валерии, занявшей на отборе второе место, Иосиф Пригожин потребовал аннулировать решение профессионального жюри и провести повторный отбор:

Я хочу сказать не как продюсер певицы Валерии, а как гражданин России… Надо сделать новые выборы и отправить на Евровидение другого человека, потому что песня, исполненная на украинском языке, ничего общего с Россией не имеет.

Позицию Пригожина поддержал и один из членов профессионального жюри Максим Фадеев. Но 11 марта Иосиф Пригожин объявил, что не будет оспаривать победу конкурентки.
В тот же день партия ЛДПР заявила, что Анастасия Приходько наносит ущерб престижу Российской Федерации. Так прокомментировал это заявление руководитель фракции партии Игорь Лебедев:

Дело даже не в том, что она гражданка другого государства, хотя сам по себе этот факт вызывает негодование у наших избирателей, а дело в том, что она известна своими крайне правыми националистическими взглядами, о чём она не раз сама заявляла в СМИ.

Речь шла о высказываниях Анастасии Приходько, прозвучавших во время её участия в телевизионном шоу «Фабрика Звёзд». Критики увидели в их содержании расистскую и антисемитскую направленность, которую сама певица категорически отрицает.
Певец и продюсер Филипп Киркоров высказал другую точку зрения относительно выбора Анастасии Приходько в качестве представителя России:

Это выбор в первую очередь народа, который проголосовал беспрецедентным процентом голосов — 25 %. Кто бы что не говорил, это выбор населения нашей страны.
Если гражданка Канады Селин Дион представляла на этом конкурсе, в своё время, Швейцарию и победила, победивший на русской «Фабрике звёзд» Дима Колдун, которому я написал песню, представлял Беларусь, если я — русский гражданин — написал песню для украинской певицы Ани Лорак, почему невозможно, чтобы Россию представляла украинская гражданка?

31 марта Всемирный координационный совет российских соотечественников (ВКСРС) одобрил кандидатуру украинской певицы Анастасии Приходько в качестве представителя России на Евровидении-2009 и призвал голосовать за неё на конкурсе. Андрей Заренков, являющийся членом ВКСРС, отвечая на вопрос, почему Анастасия Приходько, которая является гражданкой Украины, рассматривается ВКСРС как соотечественница, сказал, что, по словам певицы, она сама не считает себя «только украинкой или россиянкой». Согласно его словам, «как соотечественницу её воспринимают за рубежом люди русского мира», а само понятие «русский мир» дает возможность таким людям, как Анастасия Приходько выступать от имени России.
По мнению некоторых СМИ 11 место Анастасии Приходько в финале обусловлено тем, что её заведомо не готовили к победе на конкурсе, совершив ряд значительных ошибок:

…11-е место нашей участницы — это следствие цепи ошибок, совершенных отнюдь не ею одной.
…"Евровидение" — это шоу. А хорошего шоу не бывает без хорошей рекламы. Россияне удачно выступали на конкурсе только после массированного промоушена. Алсу, например, первая «прорвавшая» европейскую блокаду, почти год до финала каталась по Старому Свету с промо-туром. Фотографиями Билана в прошлом году был увешан весь Белград. А Приходько всего пару раз мелькнула на ТВ, и все…
Также многие критики отмечают то, что более удачно выступить на конкурсе Анастасии Приходько помешали эмоции и не очень удачный бэкграунд: из-за сильного волнения у исполнительницы перехватило связки, а стареющее изображение на заднем плане было отталкивающим.
Также по мнению многих блогеров из ЖЖ, она была очень плохо одета во время выступления, что могло сыграть свою отрицательную роль в таком «попсовом конкурсе», как «Евровидение». К примеру стилист Влад Лисовец, делавший обзор костюмов участниц конкурса по заказу газеты «Комсомольская правда» сказал о платье Приходько следующее:

Людмила Зыкина в молодости. Здесь надо было показать либо характер человека, либо характер песни. У Насти широкие скулы, и такая возрастная причёска — не очень. А платье — вообще будто простыню намотала из серии «проснулась ночью и пошла воды попить». Оно неплохо для полной девушки — скрыть недостатки, только если не тяжёлые руки и плечи.

Профессиональная певица и вокальный продюсер Мария Кац, которая входила в состав профессионального жюри от России в 2009 году и в прошлом также участница Евровидения (1994 года), оценила выступление Анастасии Приходько следующим образом:

…а то, что она [Анастасия Приходько] спела, мягко говоря, неподобающим образом — просто мимо нот… я думаю, что это отсутствие, действительно, опыта, и, наверное, рановато ей было принимать участие в этом конкурсе.
Я слышала исполнение и когда происходило профессиональное судейство, (…) и слышала исполнение уже в зале, когда это видела вся Европа. В основном выступлении она спела гораздо более удачно, чем до этого на каких-то там репетиционных трактах, прогонах, когда идёт техническое голосование (…) а во время вот всех репетиционных выступлений, конечно, это было не самое блестящее её исполнение.
…я правда испытала какое-то такое неприятное ощущение от этого фрагмента старения (…), может быть, я просто чего-то не допоняла, не осознала, не знаю…но вот этот портрет Дориана Грея, он как то меня просто шокировал, правда… И наверное просто не хватило немножечко простоты и обаяния…

### Сайты
- Официальный сайт конкурса «Евровидение» (англ.). Дата обращения: 17 марта 2009. Архивировано 2 февраля 2012 года.
- «Евровидение» на официальном сайте «Первого канала». Дата обращения: 17 марта 2009.
- ESCkaz.com (рус.) (англ.). Дата обращения: 17 марта 2009.